# Asthenognathus
Asthenognathus is een geslacht van kreeftachtigen uit de klasse van de Malacostraca (hogere kreeftachtigen).

## Soorten
- Asthenognathus atlanticus Monod, 1933
- Asthenognathus hexagonum Rathbun, 1909
- Asthenognathus inaequipes Stimpson, 1858